# منطقه ۱۳ شهرداری تهران
منطقه سیزده شهرداری تهران یکی از مناطق شهری تهران است. این منطقه که در شرق تهران قرار دارد از شمال به خیابان دماوند، از شرق به بزرگراه یاسینی، از جنوب به خیابان پیروزی و از غرب به خیابان هفده شهریور محدود می‌شود. این منطقه واقع شده در منتهی‌الیه بخش شرقی شهر تهران با مناطقی دیگر همسایه است؛ از شمال به مناطق منطقه چهار، منطقه هشت ومنطقه هفت (محور دماوند)، از غرب به منطقه دوازده (محور ۱۷ شهریور)، از جنوب به منطقه چهارده (محور پیروزی) و از شرق به بزرگراه اسبدوانی و سرخه حصار (حریم شرق تهران) محدود می‌شود. این منطقه در عرض جغرافیاییً۲۶ َ ۴۲° ۳۵ شمالی و طول جغرافیاییً۳۵ َ ۲۹ °۵۱ شرقی قرار دارد. مساحت منطقه در حدود ۱۲٫۹ کیلومترمربع می‌باشد و از این سطح حدود ۹٫۳ کیلومترمربع به بافت پر شهری و مابقی اراضی نظامی، صنایع و … می‌باشد. همچنین حریم منطقه ۱۳ با مساحت ۸۰ کیلومترمربع شامل روستاهای سرخه‌حصار، همه سین (ده ترکمن)، اراضی موسوم به زیتون، ترقیون، سنجریون، خجیر و پارک‌های جنگلی پارک ملی سرخه‌حصار، پارک ملی خجیر و سعیدآباد می‌شود. این منطقه در سال‌های دهه چهل شاهد یکی از اعتراض‌های خونین مردم تهران بوده‌است که در روایت‌های تاریخی از آن به عنوان جمعه سیاه یاد می‌شود. مستند به گزارش‌های تاریخی در تاریخ ۱۷ شهریور ۱۳۵۷ خورشیدی، اعتراض مردم در محله‌های جنوبی و میدان شهدا (ژالهٔ سابق) تهران، منجر به سرکوب خونین تظاهرکنندگان توسط نیروهای نظامی ارتش شاهنشاهی ایران شد.

## تاریخچه
بررسی کلی سیر پیدایش و گسترش بخش‌های مختلف منطقه سیزده نشان می‌دهد؛ این منطقه به لحاظ قدمت و تاریخ تکوین به سه بخش مجزا قابل تفکیک می‌باشد. این سه بخش به این شرح است. بخش غربی ناحیه یک در غربی‌ترین قسمت منطقه واقع شده‌است. شامل بافت و کالبدی عمدتاً فرسوده و قدیمی است. این بخش بین خیابان ۱۷ شهریور و خیابان مهام قرار دارد و در فاصله سال‌های ۱۳۰۰ تا ۱۳۳۵ شکل گرفته‌است. از مهم‌ترین ابنیه در این محدوده، شرکت برق منطقه‌ای در مجاورت میدان شهدا و کارخانه مهمات‌سازی در مجاورت محور پیروزی است. این از ابنیه تاریخی بین سال‌های ۱۳۰۵ تا ۱۳۲۰ به وجود آمدند.
- غرب پادگان نیروی هوایی و خیابان خاقانی به عنوان دومین بخش تاریخی منطقه سیزده، بین خیابان مهام در غرب پادگان نیروی هوایی و خیابان خاقانی در شرق تهران‌نو گسترده شده‌است. این بخش هم عمدتاً طی سال‌های ۱۳۳۵ تا ۱۳۵۵ شکل گرفته‌است.[۵][۲] این بخش به علت قرارگیری پادگان نیروی هوایی در مرکزیت آن دچار ساختار گسسته و ناهمگن خصوصاً در قسمت غربی است و برخلاف قسمت غربی از سلسله مراتب صحیحی برخوردار نیست. به واقع در بخش غربی به واسطه وجود پادگان یاد شده شریان‌های ارتباطی قطع شده و بافت مسکونی به صورت باریکه‌ای در حاشیه معابر اصلی قرار گرفته‌است.[۵][۲]در بخش شرقی وجود محله‌های طراحی شده تهران نو و نیروی هوایی که در سال‌های ۱۳۲۵ تا ۱۳۴۵ و سال‌های ۱۳۳۵ تا ۱۳۵۵ شکل گرفته، از ساختاری نسبتاً منسجم و کالبدی مناسب برخوردارند. این بخش که متأخرترین بافت منطقه می‌باشد. از سال ۱۳۵۵ به بعد شکل گرفته‌است. محرک اصلی توسعه واقع شدن در جوار محور دماوند به عنوان مهم‌ترین محور ورودی شرق تهران است. در این محدوده واحدهای ریز و درشت کارگاهی و صنعتی و به تدریج گسترش یافته‌است. همچنین وجود پایانه شرق و قرارگیری آن در حاشیه شمالی جنگل سرخه‌حصار از دیگر عوامل محرک توسعه و گسترش این بخش عنوان شده‌است.[۵][۲]
- در دوره رضا شاه بیشترین توسعه کالبدی شهر تهران در جهت شمال اتفاق افتاد توسعه ارتباطات شهری و خیابان‌کشی‌های جدید نیز به همراه رواج استفاده از وسایط موتوری این روند را سرعت بخشید.[۵][۲] در این میان بیشترین توسعه فیزیکی، پیرامون دروازه شمیران (میدان بوعلی) رخ داد. این منطقه کانون اصلی گسترش تهران به سمت شمال شرق و شرق شد. دروازه دوشان‌تپه (میدان شهدا) بعدها این نقش را به میدان فوزیه (امام حسین فعلی) می‌بخشد. توسعه به سوی جاده مازندران و خیابان‌های دوشان‌تپه و عشرت‌آباد، دروازه شمیران را به یک مرکز توسعه شمالی در این بخش از شهر تبدیل کرد. از دیگر تغییرات در این زمان در محدوده منطقه فعلی رخ می‌دهد، تأسیس کارخانه برق تهران در میدان شهدا (ژاله) تا مسیر فرودگاه دوشان‌تپه و سایر موسسه‌های مربوط به نیروی هوایی کشور است. همچنین چند ناحیه نظامی دیگر هم در اطراف شهر شکل گرفت؛ از جمله در حاشیه شرقی شهر تأسیسات نظامی مربوط به نیروی هوایی کشور با احداث فرودگاه دوشان‌تپه، تأسیس کارخانه هواپیما سازی شهباز، ادارات و سایر موسسات مربوط توسعه یافت.[۵][۲]
- تأسیسات یاد شده اکنون در مجموعه پایگاه دوشان‌تپه فعلی قرار دارد. این پایگاه تقریباً همزمان با فرودگاه قلعه‌مرغی در جنوب و پادگان عشرت‌آباد در شمال احداث شد.[۵][۲] روند تغییر و تحولات تهران که از شروع حکومت پهلوی اول آغاز شده بود، در دهه‌های بعد نیز ادامه یافت. در گام‌های اولیه رشد شهر از سال‌های ۱۳۲۲ به بعد ابتدا باغ‌های درون شهر به زیر ساخت و ساز رفت. با ادامه رشد شهر در اراضی پیرامون محدوده قبلی شهر، برخی از کاربری‌ها که در حاشیه شهر و خارج آن قرار داشتند، مثل کاربری‌های نظامی و صنعتی جزء اراضی شهری شد و در نهایت با کاربری‌های مسکونی احاطه شدند. از دهه چهل به بعد، تحت تأثیر دگرگونی نظام اقتصادی و اجتماعی، پویش شهرنشینی نیز تند و ناموزون گردید. همگام با تحول بنیادی در نظام اقتصادی شهر و ایجاد فعالیت‌های گوناگون شهری، جذب جمعیت و افزایش مهاجرت‌ها به تهران آغاز شد، لذا ضرورت تأمین مسکن، شکل‌گیری و توسعه محله‌های مسکونی جدید را در نواحی مختلف شهر به دنبال آورد.[۵][۲]
- مهم‌ترین دگرگونی‌های منطقه ۱۳ در این مقطع زمانی در پی ایجاد محله‌های مسکونی تهران‌نو و نیروی هوایی شکل می‌گیرد که مصادف است با به وجود آمدن محله‌های مسکونی در سایر نقاط شهر که از آن جمله به قاسم‌آباد، نارمک، تهران‌پارس، شهرآرا، دولت‌آباد، شهر زیبا، اختیاریه، دروس، فرمانیه، نیاوران، سعات‌آباد، الهیه، لویزان می‌توان اشاره کرد.[۵][۲] از دیگر عواملی که در رشد و توسعه منطقه ۱۳ در این مقطع زمانی مؤثر می‌افتد. اشغال فضاهای خالی ما بین نواحی کوهستانی شمال و شرق شهر و در نهایت ساخت و ساز در محدوده دوشان‌تپه و قصر فیروزه در شرق است.[۵][۲]
- این منطقه در سال‌های دهه چهل شاهد یکی از اعتراض‌های خونین مردم تهران بوده‌است[۵][۲] که در روایت‌های تاریخی از آن به عنوان جمعه سیاه یاد می‌شود.[۶] مستند به گزارش‌های تاریخی در تاریخ ۱۷ شهریور ۱۳۵۷ خورشیدی، اعتراض مردم در محله‌های جنوبی و میدان شهدا (ژالهٔ سابق) تهران، منجر به سرکوب خونین تظاهرکنندگان توسط نیروهای نظامی ارتش شاهنشاهی ایران شد.[۸]

## اطلاعات عمومی
در این بخش اطلاعاتی دربارهٔ جمعیت، محدوده و وسعت و نظایر این ارائه می‌شود.
محدوده
منطقه ۱۳ در منتهی‌الیه بخش شرقی شهر تهران قراردارد؛ از شمال به مناطق منطقه چهار، منطقه هشت ومنطقه هفت (محور دماوند)، از غرب به منطقه دوازده (محور ۱۷ شهریور)، از جنوب به منطقه چهارده (محور پیروزی) و از شرق به بزرگراه اسبدوانی و سرخه حصار (حریم شرق تهران) محدود می‌شود. این منطقه در عرض جغرافیاییً۲۶ َ ۴۲° ۳۵ شمالی و طول جغرافیاییً۳۵ َ ۲۹ °۵۱ شرقی قرار دارد.
جمعیت مساحت
- جمعیت منطقه در سرشماری سال ۱۳۸۵ برابر ۲۳۹۶۸۶ نفر اعلام شده‌است.[۲] همچنین جمعیت این منطقه براساس سرشماری سال ۱۳۹۰ ایران، ۲۷۶٬۰۲۷ نفر (۸۹٬۵۸۲ خانوار) شامل ۱۳۶٬۷۰۶ مرد و ۱۳۹٬۳۲۱ زن می‌باشد.[۱۰] بر اساس گزارش پرتال سازمانی شهرداری منطقه سیزده شهرداری تهران تحولات جمعیتی در منطقه براساس سرشماری عمومی نفوس و مسکن به شرح زیر اعلام شده‌است.[۹]

- ۱۳۵۹–۲۱۲٬۶۰۱
- ۱۳۶۵–۲۲۹٬۷۵۴
- ۱۳۷۵–۲۴۵٬۴۴۷
- ۱۳۸۵–۲۳۹٬۶۸۶
- ۱۳۹۰–۲۷۵٬۷۲۷
- ۱۳۹۲–۲۸۸٬۷۳۷
- ۱۳۹۵–۲۴۸٬۹۵۲ (برآورد جمعیت)

مواردی دیگری که می‌توان دربارهٔ مسائل جمعیتی منطقه اشاره کرد به این شرح است.
1. کاهش جمعیت از سال ۱۳۷۵ تا ۱۳۸۵ به دلیل تغییر مرز منطقه و کاهش محدوده می‌باشد به طوری که یکی از نواحی منطقه (ناحیه ۵) از منطقه جدا و به منطقه ۱۲ الحاق گردیده‌است
2. برآورد ظرفیت جمعیت پذیری منطقه بدون احتساب شهرکهای نظامی فاطمیه و زینبیه معادل ۳۰۲۸۵۰ نفر می‌باشد
3. بررسی‌ها نشان می‌دهد که روند رشد جمعیت منطقه طی سالهای ۱۳۷۵–۱۳۸۵ سالانه معادل ۵۷/۱ درصد می‌باشد که با فرض همین رشد جمعیت در سال ۱۴۰۰ به ۳۰۲۷۷۸ خواهد رسید.

- وسعت منطقه در حدود ۱۲۸۳ هکتار است. از این سطح حدود ۹۳۰ هکتار به بافت پر شهری و مابقی اراضی نظامی، صنایع، حرایم و … می‌باشد. پارک جنگلی سرخه حصار با مساحتی حدود ۳۹۴ هکتار در خارج محدوده قانونی و در حاشیه منطقه ۱۳ قرار دارد.[۳] وسعت منطقه در طرح تفصیلی حدود ۱۳۸۳ هکتار و حدود ۵۰ هکتار از وسعت منطقه در طرح جامع بیشتر می‌باشد و این افزایش ناشی از تدفیق محدوده با توجه به بزرگراه سرخه حصار و اسبدوانی و … عوامل مذکور بوده‌است.[۹] به واقع مساحت منطقه در حدود ۱۲٫۹ کیلومترمربع است. از این سطح حدود ۹٫۳ کیلومترمربع بافت شهری است.[۴]

ویژگی
مقداری از مساحت منطقه ۱۳ بافت پر شهری و مابقی اراضی نظامی، صنایع، حرایم و … می‌باشد. همچنین پارک جنگلی سرخه حصار در خارج محدوده قانونی و در حاشیه منطقه قرار دارد. منطقه در وضعیت موجود دارای ۱۳ محله می‌باشد. در این تقسیم‌بندی فضای پادگان نیروی هوایی مستثنی شده‌است و نواحی و محلات به صورت گسسته از هم قرار گرفته، فاقد یک ساختار یکپارچه و پیوسته می‌باشد. از کل نواحی، دو ناحیه دارای نقش غیر مسکونی و عمدتاً به کاربری‌های کارگاهی و صنعتی تخصیص یافته‌است.

## محله‌ها
منطقه ۱۳ شهر تهران براساس تقسیمات شورای اسلامی شهر تهران دارای ۴ ناحیه و ۱۳ محله می‌باشد.
- اسدی
- صفا
- زاهدی گیلانی
- اشراقی
- دهقان
- نیروی هوایی
- پیروزی
- حافظیه
- امامت
- شورا
- آشتیانی
- زینبیه
- سرخه‌حصار

## مراکز مهم
در منطقه سیزده مراکز فرهنگی، تفریحی و تاریخی متعددی وجود دارد. از جمله می‌توان اشاره کرد به شصت و هفت بوستان شهری به مساحت مساحت  ۶۰۹۶۶۵ مترمربع در این منطقه در دسترس شهروندان است.
- پارک جنگلی خجیر
- پارک ملی سرخه‌حصار
- سینما ماندانا
- سینما پیروزی
- مرکز آموزش گل و گیاه
- مجموعه ورزشی عماد مغنیه
- مجموعه ورزشی بهمن
- پارک خیام
- پادگان نیروی هوایی
- بازار شهرستانی
- پارک پیروزی
- موزه برق
- موزه تاریخ
- گورستان ممنوعه

## حمل و نقل عمومی
در منطقه سیزده دسترسی به راه‌های مواصلاتی و شبکه حمل و نقل عمومی نسبتاً خوب است.
اتوبوس تندرو
بیش از دو کیلومتر از خط یک سامانه اتوبوس تندور از این منطقه می‌گذرد.
بزرگراه
منطقه سیزده دارای چهار بزرگراه به طول نوزده کیلومتر است و این منطقه از طریق بزرگراه‌های بزرگراه شهید یاسینی، بزرگراه شهید دوران، بزرگراه شهید باقری، بزرگراه امام علی به شبکه بزرگراهی تهران دسترسی دارد.
پایانه مسافربری
علاوه بر چهار پایانه مسافربری درون‌شهری در منطقه سیزده، پایانه شرق به عنوان مسافربری بین شهری نیز در این منطقه است.
مترو
- ایستگاه متروی شهید کلاهدوز
- ایستگاه متروی ابن سینا (شیخ‌الرئیس)
- ایستگاه متروی پیروزی
- ایستگاه متروی میدان شهدا
- ایستگاه متروی نیروهوایی
- ایستگاه متروی نبرد